# The Black Goddess Rises
The Black Goddess Rises, to wydawnictwo angielskiej grupy muzycznej Cradle of Filth. Demo ukazało się w 1992 roku.

## Lista utworów
1. Darkly Erotic (sł. Dani Filth, muz. Cradle of Filth) - 05:44
2. Dawn of Eternity (sł. Dani Filth, muz. Cradle of Filth) - 06:24
3. Chewing Your Guts (sł. Dani Filth, muz. Cradle of Filth) - 02:56
4. So Violently Sick (sł. Dani Filth, muz. Cradle of Filth) - 05:27
5. Funeral (sł. Dani Filth, muz. Cradle of Filth) - 03:41

## Twórcy
Zespół Cradle of Filth w składzie
- Dani Filth - śpiew
- Paul Ryan - gitara
- Benjamin Ryan - keyboard
- John Richard - gitara basowa
- Darren White - perkusja